# Dimitri Mohamed
Dimitri Mohamed, né le 11 juin 1989 à Bully-les-Mines en France, est un footballeur français qui joue au poste de défenseur à l'Iris Club de Croix.

## Biographie
En 2009, joueur à Calonne-Liévin, il participa avec la sélection de la Ligue du Nord-Pas-de-Calais à la phase nationale de la Coupe UEFA des régions.

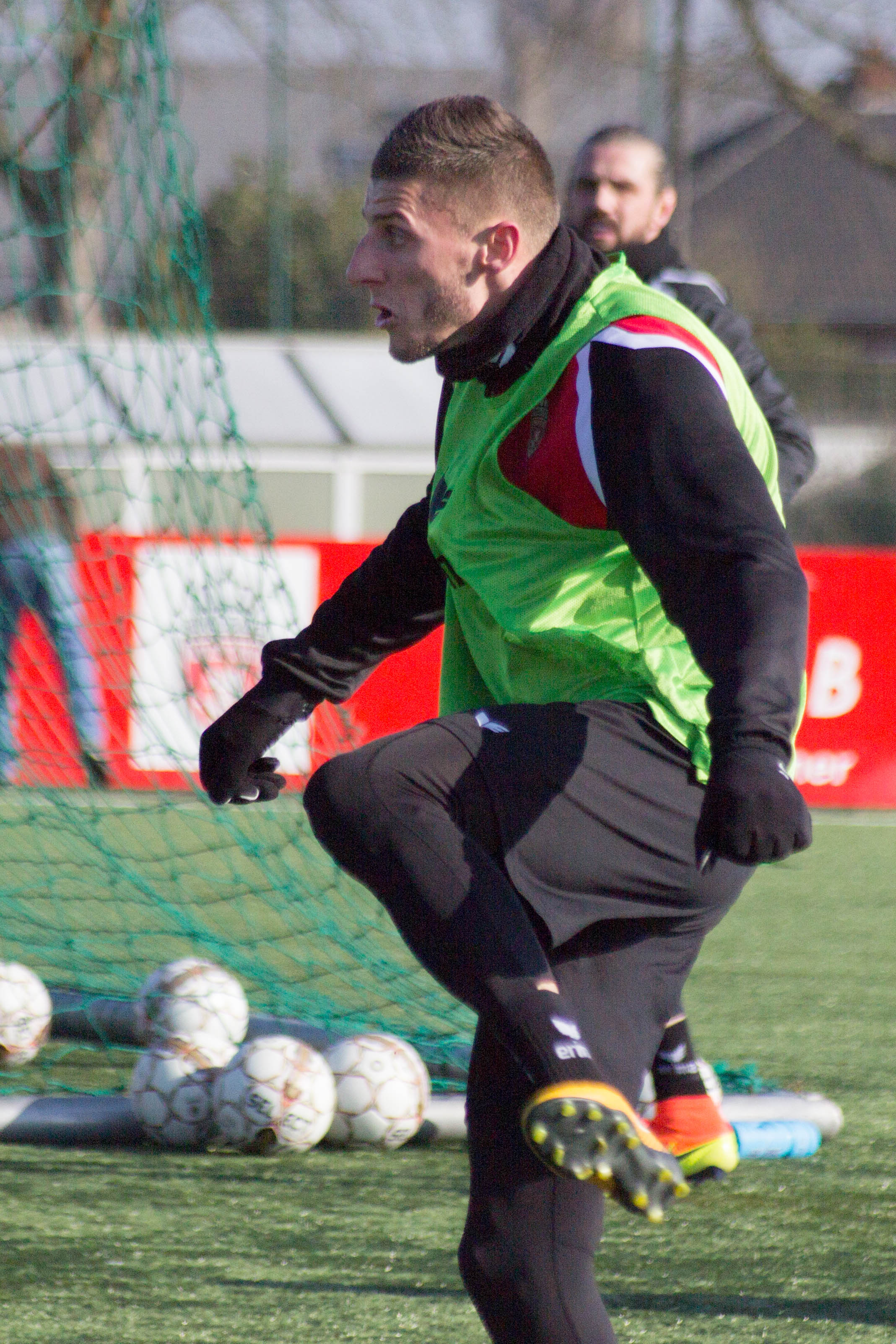
Entrainement du Royal Excel Mouscron, février 2018.

### Royal Excel Mouscron
Après 17 apparitions avec Amiens en Ligue 2, Dimitri Mohamed rejoint le Royal Mouscron-Péruwelz en juin 2012.